# Wasilij Jakowlew (funkcjonariusz)
Wasilij Tierientjewicz Jakowlew (ros. Василий Терентьевич Яковлев, ur. 3 marca?/15 marca 1899 we wsi Antipowo w guberni smoleńskiej, zm. 21 września 1950 w Moskwie) – funkcjonariusz radzieckich organów bezpieczeństwa, generał major.

## Życiorys
W 1916 ukończył eksternistycznie 6 klas gimnazjum w Smoleńsku, w latach 1918-1920 studiował w Smoleńskim Instytucie Politechnicznym, od maja 1919 do marca 1920 telegrafista w Armii Czerwonej, od listopada 1920 do września 1921 pracownik komisariatu wojskowego w Smoleńsku. Od września 1921 pomocnik pełnomocnika Wydziału Specjalnego smoleńskiej gubernialnej Czeki, 1922-1923 pełnomocnik Wydziału Specjalnego Gubernialnego Oddziału GPU w Smoleńsku, od września 1923 do stycznia 1924 pełnomocnik moskiewskiego gubernialnego oddziału GPU, później w centrali OGPU w Moskwie, od czerwca do września 1930 szef oddziału Wydziału Kontrwywiadowczego, następnie Wydziału Specjalnego Pełnomocnego Przedstawicielstwa OGPU obwodu moskiewskiego, od 1 września 1931 funkcjonariusz Wydziału Zagranicznego (INO) OGPU ZSRR/Głównego Zarządu Bezpieczeństwa Państwowego, od maja 1935 do listopada 1938 odkomenderowany służbowo do Bułgarii, od 20 grudnia 1936 kapitan bezpieczeństwa państwowego. Od listopada 1938 do 1 września 1939 pełnomocnik operacyjny Oddziału 7 Wydziału 5 Głównego Zarządu Bezpieczeństwa Państwowego, od 1939 do sierpnia 1940 odkomenderowany służbowo do Łotwy, od września 1940 do lipca 1941 przedstawiciel handlowy ZSRR w Finlandii, 18 lipca 1941 awansowany na majora bezpieczeństwa państwowego, od 11 sierpnia 1941 do 14 maja 1943 szef Wydziału 2 Zarządu 1 NKWD ZSRR, 14 lutego 1943 awansowany na komisarza bezpieczeństwa państwowego. Od 14 maja 1943 do 27 czerwca 1946 szef Wydziału 2 Zarządu 1 NKGB/MGB ZSRR, 9 lipca 1945 mianowany generałem majorem, od 27 czerwca 1946 do kwietnia 1947 zastępca przedstawiciela 1 Głównego Zarządu MGB w Berlinie, 1947-1949 pomocnik najwyższego komisarza Sowieckiej Sekcji Komisji Sojuszniczej ds. Austrii. Pochowany na Cmentarzu Nowodziewiczym.

## Odznaczenia
- Order Lenina (21 lutego 1945)
- Order Czerwonego Sztandaru (3 listopada 1944)
- Order Wojny Ojczyźnianej I klasy (5 listopada 1944)
- Order Czerwonej Gwiazdy (dwukrotnie - 13 listopada 1937 i 20 września 1943)
- Odznaka "Honorowy Funkcjonariusz Czeki/GPU (XV)" (1934)

I 4 medale.